# Kfz-Kennzeichen in Filmproduktionen

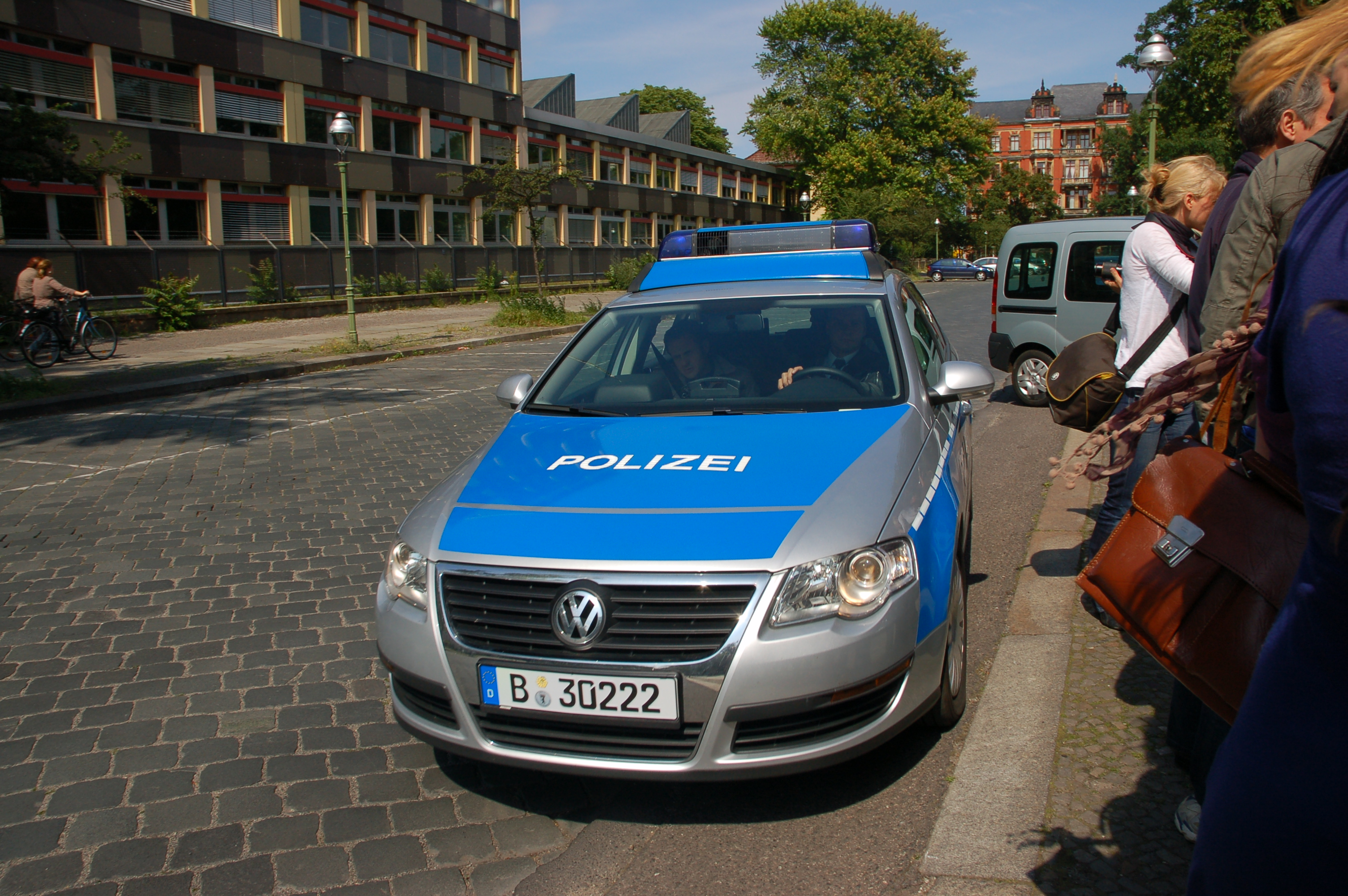
Polizeiauto mit Filmkennzeichen…

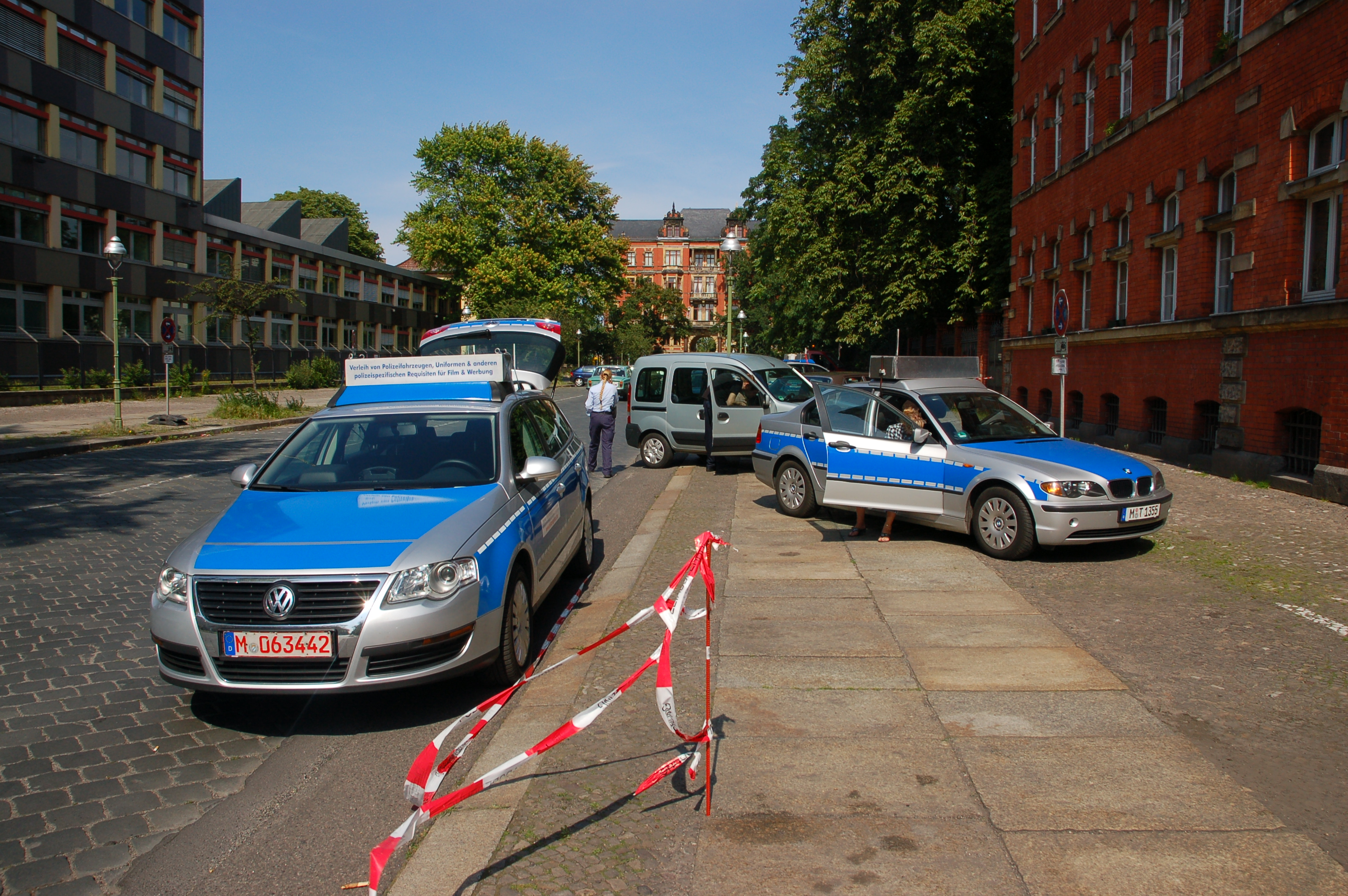
… nach den Dreharbeiten mit roten Kennzeichen

Für Kraftfahrzeuge, die als Requisite in Film- und Fernsehproduktionen vorkommen, werden statt amtlich zugelassener Kfz-Kennzeichen häufig fiktive Filmkennzeichen bzw. Spielkennzeichen verwendet, da aus Gründen des Datenschutzes amtlich vergebene Kennzeichen eines für den Straßenverkehr zugelassenen Fahrzeugs in Film- und Werbeaufnahmen nur dann erkennbar sein dürfen, wenn die Zustimmung des Fahrzeughalters vorliegt.

## Varianten
- Vollständige fiktive Kennzeichen, indem das Kennzeichen keinem Zulassungsbezirk zugeordnet werden kann; in Deutschland z. B. das Kennzeichen mit einem nach der Fahrzeugzulassungsverordnung keinem Zulassungsbezirk zugewiesenen Unterscheidungszeichen versehen wird (siehe Beispiele unten).
- Gebräuchliche Kennzeichen mit Zustimmung der zuständigen Zulassungsbehörde, die ein derzeit nicht vergebenes Kennzeichen befristet für die Produktion reserviert oder sperrt.
- In deutschen Produktionen auch gebräuchliche Unterscheidungszeichen in Verbindung mit einer unzulässigen Erkennungsnummer, etwa unter Verwendung von Buchstaben- und Zahlenkombinationen, die nach der Fahrzeugzulassungsverordnung nicht ausgegeben werden dürfen, z. B. Buchstabenkombinationen mit Umlauten oder Zahlenkombinationen mit führenden Nullen. Bis zur Freigabe der Buchstabenkombinationen durch entsprechende Änderungen der damals geltenden Straßenverkehrs-Zulassungs-Ordnung wurden dazu oft Erkennungsnummern mit den damals unzulässigen Buchstaben B, F, G (bis 1992) sowie I, O und Q (bis 2000) verwendet. In den Fallnachstellungen bei Aktenzeichen XY … ungelöst werden häufig die unzulässigen Buchstaben Ä, Ö oder Ü verwendet, es sei denn, es handelt sich um das mutmaßliche Tatfahrzeug. Ferner werden einzelne Buchstaben oder Ziffern als Fleck dargestellt, wenn das genaue Kennzeichen unklar ist.

Historische Kennzeichen, etwa Kennzeichen der DDR, sind von den datenschutzrechtlichen Einschränkungen ausgenommen, da sie, wie fiktive Kennzeichen, nicht (mehr) amtlich vergeben sind.
In dem Film James Bond 007 – Spectre wurden fiktive österreichische Kennzeichen verwendet, die sich dadurch von „echten“ Kennzeichen unterscheiden, dass einem Zulassungsbezirk (hier: IL / Innsbruck-Land) ein abweichendes Landeswappen beigefügt wurde (hier: Wien).
In Schweden ist die Buchstabenkombination MLB für Filmaufnahmen und Werbung reserviert.

## Straßenverkehrsrechtliche Bedeutung
Fahrzeuge dürfen auf öffentlichen Straßen nur in Betrieb gesetzt werden, wenn sie zum Verkehr zugelassen sind. Aus diesem Grund dürfen Fahrzeuge mit fiktiven Kennzeichen wie auch Fahrzeuge ohne amtliches Kennzeichen nur auf Privatgelände oder in vom übrigen öffentlichen Straßenverkehr abgetrennten Bereichen verwendet werden. Sollen sie doch im öffentlichen Straßenverkehr für Dreharbeiten verwendet werden, muss hierfür eine Ausnahmegenehmigung bei der zuständigen Straßenverkehrsbehörde beantragt werden.

## Beispiele
Nachfolgend eine beispielhafte Zusammenstellung von fiktiven Unterscheidungszeichen, die in deutschen Film- und Fernsehproduktionen Verwendung gefunden haben:
| Film/Serie | Unterscheidungszeichen | Name der fiktiven Stadt oder des Zulassungsbezirks | Überschneidungen / Konflikte mit echten Unterscheidungszeichen |
| --- | ---------------------- | --- | --- |
| Alarm für Cobra 11 – Die Autobahnpolizei                                                                                   | UB                     | Im Pilotfilm 1996 wurden diese Kennzeichen geführt; ‚AP‘ sollte für Autobahnpolizei stehen. Mittlerweile wird ‚NE‘ für den Rhein-Kreis Neuss verwendet, dort bzw. im Raum Köln-Düsseldorf und Aldenhoven wird die Serie auch gedreht. Die meiste Zeit wurde ‚D‘ für Düsseldorf verwendet. In der aktuellen Staffel wird ‚K‘ für Köln benutzt. | ‚ÜB‘ stand für den Landkreis Überlingen und wird im Bodenseekreis wieder ausgegeben. |
| Alarm für Cobra 11 – Die Autobahnpolizei                                                                                   | NA                     | Im Pilotfilm 1996 wurden diese Kennzeichen geführt; ‚AP‘ sollte für Autobahnpolizei stehen. Mittlerweile wird ‚NE‘ für den Rhein-Kreis Neuss verwendet, dort bzw. im Raum Köln-Düsseldorf und Aldenhoven wird die Serie auch gedreht. Die meiste Zeit wurde ‚D‘ für Düsseldorf verwendet. In der aktuellen Staffel wird ‚K‘ für Köln benutzt. | |
| Alarm für Cobra 11 – Die Autobahnpolizei                                                                                   | AP                     | Im Pilotfilm 1996 wurden diese Kennzeichen geführt; ‚AP‘ sollte für Autobahnpolizei stehen. Mittlerweile wird ‚NE‘ für den Rhein-Kreis Neuss verwendet, dort bzw. im Raum Köln-Düsseldorf und Aldenhoven wird die Serie auch gedreht. Die meiste Zeit wurde ‚D‘ für Düsseldorf verwendet. In der aktuellen Staffel wird ‚K‘ für Köln benutzt. | Nach Einrichtung des Landkreises Weimarer Land mit dem Unterscheidungszeichen ‚AP‘ wurde diese Kennung in der Serie nicht mehr verwendet.                                                                    |
| Alles gelogen | AV                     | fiktiver Ort in Niedersachsen | |
| Alpentod – Ein Bergland-Krimi                                                                                              | BWO                    | Bad Wolfengrub (fiktiv) | |
| Arme Millionäre | I                      | Ab der zweiten Staffel finden sich häufiger Autos mit dem Kennzeichen ‚I‘. In der ersten Staffel wurden nur Autos mit den Unterscheidungszeichen ‚STA‘ für den Landkreis Starnberg und ‚M‘ für München gezeigt. | |
| Arthurs Gesetz | KBB                    | Klein Biddenbach (fiktiv) | |
| Bianca – Wege zum Glück | TN                     | Tannenau (fiktiv) | |
| Bis zum letzten Tropfen | LTB                    | Lauterbronn (fiktiv) | |
| Buba | CL                     | Der Film spielt in einer nicht genannten deutschen Kleinstadt. | |
| Büro, Büro | NB                     | In den ersten beiden Staffeln der fiktive Ort Namberg und in der dritten Staffel der ebenfalls fiktive Ort Niederbach, wobei die Serie in bzw. bei München gedreht wurde. | Das Unterscheidungszeichen ‚NB‘ für Neubrandenburg gab es bei Serienbeginn noch nicht. |
| Catweazle | DER                    | Derwitte (fiktiv) | |
| Da is’ ja nix | ÖB                     | Österbrarup (fiktiv) | ‚OB‘ steht für die Stadt Oberhausen. |
| Dahoam is Dahoam | BFN                    | Baierkofen (fiktiv) | |
| Dark | WIN                    | Winden (fiktiv) | |
| Das Geheimnis des Totenwaldes                                                                                              | WG                     | Weesenburg (fiktiv) | ‚WG‘ ist das Altkennzeichen für Wangen im Allgäu im Landkreis Ravensburg. |
| Das letzte Schweigen | FA                     | Freienaue bzw. Oderbrücken (beide fiktiv) | |
| Das letzte Schweigen | O                      | Freienaue bzw. Oderbrücken (beide fiktiv) | Das Unterscheidungszeichen ‚O‘ wird nicht vergeben, weil es in der früher verwendeten DIN-Schrift mit der ‚0‘ von Diplomatenkennzeichen verwechselt werden konnte.                                           |
| Das schreckliche Mädchen                                                                                                   | PG                     | Pfilzing (fiktiv) | |
| Das unsichtbare Mädchen | SIH                    | Sihl (fiktiv) | |
| Der Fahnder | G (bis 1990)           | ‚G‘ für Großstadt, seit 1990 ‚GX‘ für Gleixen (beides fiktiv). | Das heute reale Unterscheidungszeichen ‚G‘ für Gera wurde beim Serienstart noch nicht vergeben. |
| Der Fahnder | GX                     | ‚G‘ für Großstadt, seit 1990 ‚GX‘ für Gleixen (beides fiktiv). | |
| Der Querkopf von Kirchbrunn                                                                                                | KIN                    | Kirchbrunn (fiktiv) | |
| Der verlorene Sohn | HK                     | Der Handlungsort wird nicht benannt. | ‚HK‘ wird seit 1. August 2011 als Unterscheidungszeichen für den Landkreis Heidekreis ausgegeben. |
| Die Camper | MÜC                    | Mückeburg (fiktiv) | ‚MUC‘ wird seit 1. Dezember 2023 als zusätzliches Unterscheidungszeichen für die Stadt München ausgegeben.                                                                                                   |
| Die Kirche bleibt im Dorf                                                                                                  | RI                     | Rieslingen (fiktiv) | ‚RI‘ stand für den Landkreis Rinteln und wird im Landkreis Schaumburg seit 2012 wieder ausgegeben. |
| Die Landarztpraxis | WSK                    | Wiesenkirchen (fiktiv) | |
| Die verlorene Tochter | LOT                    | Lotheim (fiktiv) | |
| Die Welle | BE                     | Berlin (fiktiv), obwohl Berlin das Kürzel ‚B‘ hat. Allerdings tragen die Polizisten im Film an der Mütze den Berliner Polizeistern. ‚BE‘ wurde eingesetzt, um die Handlung des Films an jedem beliebigen Ort spielen zu lassen. | ‚BE‘ steht überdies für den ehemaligen Kreis Beckum. |
| Dieter – Der Film | TÖ                     | Tötensen, alle im Film befindlichen Fahrzeuge verwenden das real existierende Unterscheidungszeichen ‚WL‘, bis auf das von Dieter Bohlen, der zur Zeit der Produktion in Tötensen lebte. | ‚TO‘ stand für den Landkreis Torgau-Oschatz und wird im Landkreis Nordsachsen wieder ausgegeben. |
| Dreileben | DRL                    | Dreileben (fiktiv) | |
| Dr.-Mabuse-Filme: - Im Stahlnetz des Dr. Mabuse, - Die unsichtbaren Krallen des Dr. Mabuse, - Das Testament des Dr. Mabuse | P                      | Die Filme spielen in einer nicht bekannten deutschen Großstadt. | Der Buchstabe ‚P‘ (heute für Potsdam) war zum Zeitpunkt des Entstehens der Filme noch nicht vergeben. |
| Dr.-Mabuse-Filme: - Im Stahlnetz des Dr. Mabuse, - Die unsichtbaren Krallen des Dr. Mabuse, - Das Testament des Dr. Mabuse | POL                    | Die Filme spielen in einer nicht bekannten deutschen Großstadt. | ‚POL‘ für Polizeifahrzeuge wurde spätestens seit Einführung der weißen Kennzeichen in Deutschland nicht mehr vergeben.                                                                                       |
| Ein Fall für zwei (Folge Der Jäger als Hase)                                                                               | GU                     | Gumpenheim (fiktiv) | ‚GÜ‘ stand für den Landkreis Güstrow und wird im Landkreis Rostock wieder ausgegeben. |
| Ein Heim für Tiere | AD                     | Adelsheim, das zwar real existiert, jedoch das Unterscheidungszeichen ‚MOS‘ für Mosbach führt | ‚AD‘ wurde zur Drehzeit der Serie nicht vergeben und fand später bei den amerikanischen Streitkräften in Deutschland Verwendung.                                                                             |
| Ein Taxi zur Bescherung | BGR                    | Bergroda (fiktiv) | |
| Eine Hochzeit platzt selten allein                                                                                         | HOP                    | Hopfingen (fiktiv) | |
| Ellerbeck | ELB                    | Ellerbeck (fiktiv) | |
| Es geschah am hellichten Tag                                                                                               | WLM                    | fiktiver Ort in Oberbayern | |
| Eva Zacharias | MO                     | Moosbach (fiktiv) | Das reale Unterscheidungszeichen ‚MO‘ für Moers wurde bei Serienbeginn nicht vergeben. |
| Falsche Siebziger | RMF                    | fiktiver Ort | |
| FC Venus – Angriff ist die beste Verteidigung                                                                              | IM                     | Imma (fiktiv) | |
| Frauchen und die Deiwelsmilch                                                                                              | HSN                    | Hattenstein (fiktiv) | |
| Frau Jordan stellt gleich                                                                                                  | HÜ                     | fiktiver Ort | ‚HU‘ steht für die Stadt Hanau. |
| Freies Land | PNL                    | fiktiver Ort | |
| Fünf Freunde | JW                     | fiktiver Ort | |
| Fünf Freunde 2 | VE                     | fiktiver Ort | |
| Gute Zeiten, schlechte Zeiten                                                                                              | ET                     | Zu Beginn spielte die Serie noch nicht in Berlin. Autos, die für die Handlung von Bedeutung waren, wurden mit dem fiktiven Kennzeichen ‚ET‘ ausgestattet. | |
| Gut gegen Nordwind | T                      | fiktiver Ort | |
| Hanna – Folge deinem Herzen                                                                                                | SÖ                     | Schönroda/Harz (fiktiv) | ‚SO‘ steht für den Kreis Soest. |
| Hanne | SIH                    | fiktive Orte | |
| Hanne | WIV                    | fiktive Orte | |
| Heiter bis tödlich: Henker & Richter                                                                                       | BÜD                    | Handlungsort Büdringhausen ist hier eine fiktive Stadt im Münsterland. | Tatsächlich führte der frühere Landkreis Büdingen in Hessen das Unterscheidungszeichen ‚BÜD‘. Im 1972 daraus neu entstandenen Wetteraukreis wird dieses Kennzeichen mittlerweile wieder optional ausgegeben. |
| Heiter bis tödlich: Henker & Richter                                                                                       | BÜH (später)           | Handlungsort Büdringhausen ist hier eine fiktive Stadt im Münsterland. | |
| Herr Hesselbach und … | STL                    | Steintal (fiktiv). | ‚STL‘ steht seit 1991 für den Landkreis Stollberg im heutigen Erzgebirgskreis im Freistaat Sachsen. |
| Hilfe, ich hab meine Lehrerin geschrumpft                                                                                  | DG                     | fiktiver Ort | |
| How to Sell Drugs Online (Fast)                                                                                            | RN                     | Rinseln (fiktiv) | ‚RN‘ stand von 1991 bis 1993 für den Landkreis Rathenow und wird seit 2016 im Landkreis Havelland ausgegeben.                                                                                                |
| Im Dschungel | HIL                    | Hildenburg (fiktiv) | |
| Jackpot | TYC                    | Tychburg (fiktiv) | |
| Kennen Sie Ihren Liebhaber?                                                                                                | HW                     | Keine Ortsangabe | ‚HW‘ wurde bis 1972 für den damaligen Kreis Halle (Westfalen) vergeben, der Film von 2012 hat zu diesem aber keinen Bezug.                                                                                   |
| Knockin’ on Heaven’s Door                                                                                                  | NA                     | fiktiver Ort | |
| König von Deutschland | NO                     | Normsen (fiktiv) | ‚NÖ‘ stand für den Landkreis Nördlingen und wird im Landkreis Donau-Ries wieder ausgegeben. |
| Lena – Liebe meines Lebens                                                                                                 | AHR                    | Ahrtal (fiktiv), Großteil der Handlung spielt in Köln, wo das reale Unterscheidungszeichen ‚K‘ verwendet wird. | |
| Löwenzahn | B                      | Bärstadt (fiktiv) | ‚B‘ steht für Berlin. |
| Löwenzahn – Das Kinoabenteuer                                                                                              | EST                    | Eisenstein/Thüringen (fiktiv) | |
| Lulu & Jimi | HES                    | Helmstadt (fiktiv) | |
| Maddin in Love | ALB                    | Altberlebach (fiktiv) | |
| Marienhof | V                      | In den ersten Folgen für Vorstadt (fiktiv) | ‚V‘ steht seit 1996 für den sächsischen Vogtlandkreis. |
| Mein Mörder kommt zurück                                                                                                   | NLB                    | Naalbach (fiktiv) | |
| Meuchelbeck | MEU                    | Meuchelbeck (fiktiv) | |
| Mordach – Tod in den Bergen                                                                                                | MOR                    | Mordach (fiktiv) | |
| Mord mit Aussicht | LIE                    | Liebernich (fiktiv) | |
| Neues aus Büttenwarder | DÜD                    | Düdersen (fiktiv) | ‚DUD‘ stand für den Landkreis Duderstadt und wird im Landkreis Göttingen wieder ausgegeben. |
| Neues aus Büttenwarder | TÖ                     | Töppenstedt (fiktiv) | ‚TO‘ stand für den Landkreis Torgau-Oschatz und wird im Landkreis Nordsachsen wieder ausgegeben. |
| Neues aus Büttenwarder | KLI                    | Klingsiel (fiktiv) | |
| Neues aus Uhlenbusch | ULB                    | Uhlenbusch, wurde für den Kleinwagen von Tante Appelboom verwendet, während die meisten Fahrzeuge reale Kennzeichen (meist ‚HE‘ für den Landkreis Helmstedt) tragen. | |
| Neues vom Süderhof | SÖN                    | Laut einiger Episoden für den fiktiven Ort Söndorf. | Das Unterscheidungszeichen ‚SON‘ steht seit 1991 für den Landkreis Sonneberg. |
| Nicht mit mir, Liebling | RB                     | Rosenburg (fiktiv) | |
| Paradise | EZ                     | fiktiver Ort | |
| Peng! Du bist tot! | V                      | Die Großstadt als Handlungsort wird nicht benannt. Angesichts des Drehortes München ist die Annahme naheliegend, dass Teile des Buchstabens ‚M‘ (für München) weiß übermalt wurden. | Das ‚V‘ für den Vogtlandkreis wurde erst neun Jahre nach Entstehung des Films vergeben. |
| Pfarrer Braun (Folge 24)                                                                                                   | BEU                    | Die Gemeinde Beuren am Ammersee liegt im Landkreis Landsberg am Lech und hat demzufolge das Unterscheidungszeichen ‚LL‘. | |
| Reine Geschmacksache | JWD                    | Jüllich-Werden (fiktiv), auch Wortspiel zum Berolinismus „janz weit draußen“ | |
| Sams-Verfilmungen - Das Sams - Sams in Gefahr - Sams im Glück                                                              | NA                     | fiktiver Ort, nicht namentlich genannt. Gedreht wurde in Bamberg, was jedoch auch nicht thematisiert wird. | |
| Sankt Maik | LTB                    | Läuterberg (fiktiv) | |
| Schule | KER                    | Kerkweiler (fiktiv); die Zulassungssiegel wurden bewusst nur undeutlich gezeigt oder durch Schmutz unlesbar gemacht, um keine Rückschlüsse auf ein bestimmtes Bundesland zuzulassen. | |
| Sløborn | SLO                    | Sløborn; fiktive Nordseeinsel | |
| Smeilingen – Ein Dorf wie Du und Ich                                                                                       | SME                    | Smeilingen (fiktiv) | |
| Spätzle arrabbiata oder eine Hand wäscht die andere                                                                        | ASH                    | für den fiktiven Ort Aschberg im Zollernalbkreis; Drehorte hauptsächlich in (der Region) Schömberg und Balingen. | |
| Spider-Man: Far From Home                                                                                                  | MTU                    | ohne erkennbare Ortsangabe, Handlungsort ist Berlin. | |
| Stromberg – Der Film | HT                     | Bernd Stromberg und Berthold „Ernie“ Heisterkamp fahren Autos mit dem fiktiven Unterscheidungszeichen ‚HT‘. Die Großstadt als Handlungsort wird nicht benannt. | |
| Stromberg – Der Film | FID                    | Der Bus, mit dem die Abteilung Schadensregulierung zur Betriebsfeier nach Botzenburg fährt, hat das Unterscheidungszeichen ‚FID‘. Dies steht, wie dem seitlichen Aufdruck des Busses zu entnehmen ist, für den fiktiven Ort Finsdorf, wo Stromberg in der vierten Staffel in die kleine Capitol-Versicherungsfiliale strafversetzt wird. | |
| Tatort | IKS                    | Die Dreharbeiten für die Duisburger Tatorte mit Horst Schimanski wurden weitgehend durch die Münchner Bavaria Filmstudios durchgeführt, Außendreharbeiten fanden oft im Münchner Umland statt. Um die bayerischen Kennzeichen der vor Ort gemieteten Requisitenfahrzeuge zu verdecken, wurden Kennzeichen einer fiktiven Kreisverwaltung „irgendwo in der Nähe von Duisburg“ mit dem Kürzel ‚IKS‘ verwendet, was lautmalerisch die Aussprache des Buchstabens X (für ‚unbekannt‘) darstellt. | |
| Tatort: Der Fall Geisterbahn                                                                                               | RL                     | Fiktiver Zulassungsbezirk in der Folge aus dem Jahr 1972, den es seinerzeit in Deutschland nicht gab. | Seit 1991 steht ‚RL‘ für Rochlitz im heutigen Landkreis Mittelsachsen. |
| Tatort: Himmelblau mit Silberstreifen                                                                                      | WE                     | Der Fernsehfilm von 1971 spielt in der fiktiven Stadt Weilerburg. | ‚WE‘ steht seit 1990 für Weimar. |
| Tatort: Tod im Häcksler | WBG                    | fiktiver Ort | |
| Tessa – Leben für die Liebe                                                                                                | TL                     | Torland (fiktiv) | |
| Tilo Neumann und das Universum                                                                                             | WTW                    | fiktiver Ort | |
| Um Himmels Willen | KAL                    | Kaltenthal (fiktiv) | |
| Unheimlich perfekte Freunde                                                                                                | UG                     | fiktiver Ort | |
| Verliebt in Berlin | GÖB                    | Fiktive Orte Göberitz und Kahlene | |
| Verliebt in Berlin | KA                     | Fiktive Orte Göberitz und Kahlene | ‚KA‘ existiert für Karlsruhe und den gleichnamigen Landkreis. |
| Vorsicht vor Leuten | ON                     | Osthofen (fiktiv) | |
| Vorübergehend glücklich | VRH                    | Vredenhorst (fiktiv) | |
| Wege zum Glück | FA                     | Falkental (fiktiv) | |
| Wege zum Glück – Spuren im Sand                                                                                            | NH                     | Ohne erkennbare Ortsangabe, Handlungsort ist aber Nordersund (fiktiv). | Das Unterscheidungszeichen ‚NH‘ stand für den Kreis Neuhaus am Rennweg und wird im Landkreis Sonneberg seit 2012 wieder ausgegeben.                                                                          |
| Welt am Draht | FA                     | fiktiver Ort | |
| Wendehammer | GBS                    | Greubstadt (fiktiv) | |
| Where’s Wanda? | SDM                    | Sundersheim (fiktiv) | |
| Willkommen in Kronstadt | KRO                    | Kronstadt (fiktiv). Kronstadt ist auch der deutsche Name der rumänischen Stadt Brașov. | |
| Wir sind die Welle | MF                     | Meppersfeld (fiktiv) | |